# Georg Job Marschall von Bieberstein
Georg Hiob (Job) Marschall von Bieberstein (* 23. Dezember 1625; † 15. Oktober 1683 in Hedersleben) war ein sächsischer Hofmarschall.

## Leben
Georg Hiob Marschall von Bieberstein, ältester Sohn von Alexander Marschall von Bieberstein und dessen Ehefrau Johanna Barbara, geborene von Milckau, wurde auf dem Gut seines Großvaters mütterlicherseits zu Dallwitz bei Großenhain geboren und am 9. Januar 1626 dort auch getauft. Seine Kindheit verbrachte er auf dem väterlichen Gut zu Hermsdorf bei Döbeln.
1640 wurde er, zusammen mit seinem nächstjüngeren Bruder Joachim Wilhelm Marschall von Bieberstein, in der kurfürstlichen Landesschule in Meißen eingeschult, wo er die nächsten zwei Jahre verbrachte, um danach ein Studium mit Schwerpunkt im öffentlichen Recht an der Universität Wittenberg aufzunehmen, das er 1646 erfolgreich abschloss.
Bald darauf reiste er als Mitglied der sächsischen Delegation zu den Friedensverhandlungen nach Münster, wechselte jedoch schon 1647 als Kammerjunker in die Dienste des Herzogs Friedrich von Holstein-Gottorf. 1649 übernahm er die Stelle eines Hofmeisters der Fürstin Sophie Auguste von Anhalt-Zerbst, wo er seine spätere Frau, Sibylle von Ende, Kammerfrau der Fürstin, kennenlernte, die er am 15. November 1653 heiratete. Aus dieser Ehe gingen elf Söhne und acht Töchter hervor.
1663 erfolgte die Berufung zum Hofmarschall des Herzogs August von Sachsen-Weißenfels, dessen Interessen er noch im gleichen Jahr als Abgeordneter beim Reichstag in Regensburg vertrat. In diese Zeit dürfte sein Eintritt in die Fruchtbringende Gesellschaft fallen (wo er den Beinamen „Der Mehrende“ erhielt), ebenso wie der Erwerb des Gutes Hedersleben, das er zu seinem Familiensitz wählte.
1670 schied Georg Hiob Marschall von Bieberstein auf eigenen Wunsch aus den Diensten des Herzogs aus, um sich ganz seinen Aufgaben als Domherr des Stifts Magdeburg zu widmen, die er ab 1664 versah, ab 1681 als Senior des Hochstifts.
Am 15. Oktober 1683 verstarb Georg Hiob Marschall von Bieberstein zu Hedersleben, wo er in der dortigen Kirche am 14. November beigesetzt wurde.